# Dionysis Savvopoulos
Dionysis Savvopoulos (Διονύσης Σαββόπουλος; Salonicco, 2 dicembre 1944) è un cantante greco.

## Biografia
Nel 1962 si iscrisse all'Università Aristotele di Salonicco alla facoltà di giurisprudenza, ma dopo il primo anno, per la sua passione per la musica e per la politica abbandonò gli studi.
Si trasferì ad Atene dove ha fatto vari lavori saltuari, fra i quali il modello per gli studenti della Scuola di Belle Arti di Atene e il giornalista. Ha iniziato a cantare e suonare la chitarra in vari locali notturni ed è diventato parte della cosiddetta New Wave greca. Sebbene Savvopoulos non fosse famoso per la sua voce, il suo talento nel scrivere canzoni aveva impressionato Alekos Patsifas, il direttore della casa discografica LYRA in Grecia, e lo aveva ingaggiato. L'album di debutto di Savvopoulo uscì nel 1966 non ebbe successo, nonostante ciò, aveva prodotto una serie di album di grande successo.